# Forcipomyia esakiana
Forcipomyia esakiana är en tvåvingeart som beskrevs av Tokunaga 1940. Forcipomyia esakiana ingår i släktet Forcipomyia och familjen svidknott. Inga underarter finns listade i Catalogue of Life.